# Homalocerus acuminatus
Homalocerus acuminatus is een keversoort uit de familie Belidae. De wetenschappelijke naam van de soort is voor het eerst geldig gepubliceerd in 1845 door Carl Henrik Boheman.